# Polycaena
Polycaena is een geslacht van vlinders uit de familie van de prachtvlinders (Riodinidae), onderfamilie Nemeobiinae.
Polycaena werd in 1886 voor het eerst wetenschappelijk beschreven door Staudinger.

## Soorten
Polycaena omvat de volgende soorten:
- Polycaena carmelita Oberthür, 1903
- Polycaena chauchowensis (Mell, 1923)
- Polycaena lama Leech, 1893
- Polycaena lua Grum-Grshimaïlo, 1891
- Polycaena matuta Leech, 1893
- Polycaena princeps (Oberthür, 1886)
- Polycaena tamerlana Staudinger, 1886
- Polycaena timur Staudinger, 1886
- Polycaena yunnana Sugiyama, 1997